# Abdulrahman Ghareeb
Abdulrahman Abdullah Ghareeb (en arabe : عبد الرحمن عبد الله غريب), né le 31 mars 1997 à Djeddah, est un footballeur international saoudien qui joue au poste d'ailier à Al-Nassr.

## Carrière

### En club

#### À Al-Ahli (2011-2022)
Formé à Al-Ahli Saudi, il intègre pour la première fois l'équipe première du club en décembre 2017 pour pallier les blessures de plusieurs joueurs de l'effectif habituel. Il signe son premier contrat professionnel le 17 septembre 2018. Le 20 mai 2019, il inscrit, dans les dernières minutes du match retour face au Pakhtakor Tachkent, un but qui permet au club de se qualifier pour la phase à élimination directe de la Ligue des champions asiatique. Il quitte le club après sa relégation en deuxième division à l'issue de l'exercice 2021-2022.

#### À Al-Nassr (depuis 2022)
Le 20 août 2022, il signe un contrat de quatre ans avec Al-Nassr. Le montant de son transfert s'élève à 22 millions de riyalat saoudiens, soit près de 6 millions d'euros. 

## Palmarès

### En club
| Al-Nassr FC - Coupe arabe des clubs champions - Vainqueur en 2023 |

### Distinctions personnelles
- Étoile montante du mois du championnat d'Arabie saoudite en février 2021[5].
- Joueur du mois du championnat d'Arabie saoudite en octobre 2021[6].